# 코난 오브라이언
코난 크리스토퍼 오브라이언(영어: Conan Christopher O'Brien, 1963년 4월 18일 ~ )은 미국의 텔레비전 진행자이다.
1993년부터 NBC 레이트나잇쇼를 진행하였고, 2009년 6월 더 투나잇 쇼 호스트였다 2010년 2월 NBC 내부갈등으로 투나잇쇼에서 물러났다.
2010년 11월부터 미국 TBS에서 자신의 이름을 딴 "코난" 호스트를 맡고있다.
2016년 그는 한국의 '이승교(Sunny Lee)'학생의 편지로 한국으로 오게되어 팬들과의 만남도 가졌으며 대한민국 군사분계선의 비무장지대(DMZ)을 방문하여 한반도의 분단 실태에 대해 알리는 한편 박진영과 콜라보로 뮤직비디오 "Fire"을 찍어 관심을 받았다.

## 생애

### 출생 및 학업
코난 오브라이언은 1963년 4월 18일에 매사추세츠 주의 브루클라인에서 태어났다. 그의 아버지 토마스 프렌시스 오브라인은 내과 의사였고 하버드에서 의약 교수로 일하였다. 그의 어머니 루스 오브라이언은 변호사로 보스턴 소재 롭스 앤 그레이 법률회사의 임원이었다. 코난은 여섯 자녀 중에 셋째 자녀이다. 코난 가족은 천주교 문화를 지닌 아일랜드 이민자 후손이다. 그의 아일랜드 선조들은 미국 남북 전쟁 이전에 이민을 왔다. 레이트 나잇 진행 시절, 코난은 그의 선조들의 고향인 아일랜드의 케리 주를 방문했다.
오브라이언은 브루클라인 고등학교에 다녔고 그곳에서 코난은 학교 신문인 The Sagamore의 편집일을 맡았다.
하버드 대학교에서 역사와 문학을 전공해 학사 학위를 받았으며, 교내 유머잡지 하버드 램푼의 편집장으로 활동했다.

### 새터데이 나이트 라이브(1987 ~ 1991)
코난 오브라이언은 졸업 후 로스 엔젤로스로 옮겨 HBO의 Not Necessarily the News 의 작가로 활동했다. 또한 짧게 방영한 The Wilton North Report 의 작가로도 활동했다.

### 코난 쇼(2010 ~ 현재)
TBS에서 코난 쇼를 런칭하였다. 2016년에는 한 수능 수험생 팬의 소포를 받고 대한민국을 방문하여, 박진영과 뮤직비디오를 찍고 한반도 비무장지대 등을 방문하였다.

## 팀 코코
팀 코코는 코난 오브라이언의 공식 홈페이지명이자 팬 클럽이다.

## 필모그래피

### 영화
| 발매년도 | 작품명                                       | 역할                     | 비고       |
| -------- | -------------------------------------------- | ------------------------ | ---------- |
| 1996     | Favorite Deadly Sins                         | 본인                     | TV 영화    |
| 1998     | Tomorrow Night                               | 본인                     |            |
| 2001     | Pootie Tang                                  | 본인                     |            |
| 2001     | Vanilla Sky                                  | 본인                     |            |
| 2001     | Storytelling                                 | 본인                     | 카메오     |
| 2003     | End of the Century: The Story of the Ramones | 본인                     | 다큐맨터리 |
| 2005     | Bewitched                                    | 본인                     |            |
| 2006     | Queer Duck: The Movie                        | 본인                     |            |
| 2006     | Pittsburgh                                   | 본인                     |            |
| 2008     | The Great Buck Howard                        | 본인                     |            |
| 2011     | Conan O'Brien Can't Stop                     | 본인                     | 다큐맨터리 |
| 2013     | Batman: The Dark Night Returns Part 2        | David Endocrine (목소리) |            |
| 2013     | Now You See Me                               | 본인                     |            |
| 2013     | Clear History                                | 본인                     | TV 영화    |
| 2013     | The Secret Life of Walter Mitty              | 본인                     |            |
| 2014     | Sharktopus vs. Pteracuda                     | 본인                     | TV 영화    |
| 2017     | 레고 배트맨 무비                             | 리들러                   |            |

### 텔레비전
| 발매년도    | 작품명              | 역할 | 비고 |
| ----------- | ------------------- | ---- | ---- |
| 1988 ~ 1991 | Saturday Night Live | 다중 | 21편 |

### 비디오 게임
| 년도 | 비디오 게임                | 목소리  |
| ---- | -------------------------- | ------- |
| 2012 | 헤일로 4                   | 군인 #1 |
| 2014 | 레고 베트맨 3: 고담을 넘어 | 본인    |

### 뮤직 비디오
| 년도 | 제목               | 가수              |
| ---- | ------------------ | ----------------- |
| 2005 | "The Denial Twist" | The White Stripes |

### 프로듀서
| 년도        | 제목                      | 비고        |
| ----------- | ------------------------- | ----------- |
| 1991 ~ 1993 | 심슨 가족                 | 52편        |
| 2007        | Andy Barker, P.I.         | 6편, 기획자 |
| 2011 ~ 현재 | Eagleheart                |             |
| 2013        | Deon Cole's Black Box     | 6편         |
| 2013 ~ 2014 | Super Fun Night           | 17편        |
| 2013 ~ 2014 | The Pete Holmes Show      | 80편        |
| 2015 ~ 현재 | The Jack and Triumph Show |             |

### 작가
| 년도        | 제목                     | 비고        |
| ----------- | ------------------------ | ----------- |
| 1983 ~ 1987 | Not Necessarily the News | 13편        |
| 1987 ~ 1991 | Saturday Night Live      | 73편        |
| 1992 ~ 1993 | 심슨 가족                | 4편         |
| 2007        | Andy Barker, P.I.        | 6편, 기획자 |